# Violeta reativo 2
Violeta reativo 2 ou violeta reativo K-3R é o composto orgânico, corante azo-composto, de fórmula C25H14ClN6Na3O12S3 e massa  molecular 791,03. Apresenta-se comercialmente como um pó cinzento roxo. Classificado com o número CAS 8063-57-8 e C.I. 18157. É solúvel em água onde forma uma solução púrpura-avermelhada brilhante.
Forma complexo com o cobre de fórmula C25H12ClN7O14S4.Cu.4Na, classificado com o CBNumber CB8875721.

## Obtenção
É obtido pela diazotação do ácido 3-amino-4-hidroxibenzenossulfônico e copulação com o ácido 2-amino-5-hidroxinaftaleno-1,7-dissulfônico, posteriormente condensação com  2,4,6-tricloro-1,3,5-triazina, formando finalmente um complexo de cobre na proporção de 1:1.

## Usos
É usado diretamente para tinturaria e estamparia de fibras de algodão ou viscose, pode ser usado para tingimentos impressão direta de lã e seda.

## Testes rápidos de identificação
Quando dissolvido em ácido sulfúrico concentrado forma solução azul escura, levemente arroxeado. Quando esta solução é diluída, forma solução azul arroxeada. A solução aquosa quando adicionada de um pouco de solução aquosa de hidróxido de sódio converte-se em roxo avermelhado. Continuando-se a adicionar a solução de hidróxido de sódio e aquecendo-se a solução, primeiro muda para cor vermelha, e em seguida, a cor desaparece. Adicionando borato de sódio não pode voltar à cor e brilho originais.

## Tratamento de efluentes e remediação ambiental
É recomendado para o tratamento de efluentes e remediação ambiental com a presença desse corante o uso de ultrassom, íon peroxidissulfato (S2O82−), cátion ferro (Fe2+) e peróxido de hidrogênio.